# Paul Berman
Paul Berman is een Amerikaans publicist en journalist die schrijft over politiek en literatuur. 
Zijn artikelen werden gepubliceerd in The News Republic, The New York Times Book Review en Slate. Ook is hij schrijver van verscheidene boeken, onder andere A Tale of Two Utopias en Terror and Liberalism. Berman stond achter de inval in Irak in 2003 en toont zich een voorstander van de politiek van (ex-)president George W. Bush.
- Biblioteca Nacional de España: XX4612857
- Bibliothèque nationale de France: cb12186355t (data)
- Catàleg d'autoritats de noms i títols de Catalunya: 981058522524906706
- Gemeinsame Normdatei: 136656781
- International Standard Name Identifier: 0000 0003 7453 1202
- Library of Congress Control Number: n81060750
- Nationale Bibliotheek van Letland: 000193935
- Nationale Bibliotheek van Tsjechië: jo2010557291
- Nationale Bibliotheek van Israël: 987007276024005171
- Nederlandse Thesaurus van Auteursnamen: 068651465
- LIBRIS: 343180
- SNAC: w6s61hsx
- Système universitaire de documentation: 030452023
- Virtual International Authority File: 71434576
- WorldCat: E39PBJhH3Cp7fqcvmFJFjVbDbd